# Bolesław Prus
Bolesław Prus, pseudonimo di Aleksander Głowacki (Hrubieszów, 20 agosto 1847 – Varsavia, 19 maggio 1912), è stato uno scrittore e giornalista polacco, celebre esponente della Letteratura polacca e, più in generale, europea, noto soprattutto per i romanzi La bambola (1887-1889) e Il Faraone (1894-1895), dal quale il regista Jerzy Kawalerowicz ha ricavato l'omonimo film.
È ricordato tra gli autori positivisti e, assieme all'amico Julian Ochorowicz - con il quale condivideva la passione per l'Occultismo - è forse il maggior scrittore polacco di questo movimento. Nei suoi romanzi ha narrato la società polacca del suo tempo, con particolare attenzione alla nascente borghesia.
Scelse lo pseudonimo Prus, poiché era legato da vincoli familiari ai Prus, famiglia prestigiosa appartenente alla Szlachta (la nobiltà polacca). Fu legato, come tanti altri autori suoi connazionali prima e dopo di lui, tanto alla Patria da prender parte, appena quindicenne, alla Rivolta di gennaio (1863) contro l'Impero russo oppressore: fu per questo catturato e imprigionato. Divenne giornalista nel 1872 a Varsavia e partecipò attivamente alla vita culturale della città. Occasionalmente, su alcuni quotidiani sono comparsi suoi brevi racconti e romanzi. Realizzata l'impossibilità di poter ottenere all'epoca l'indipendenza della Polonia dall'Impero, si dedicò attivamente, e - si potrebbe dire - "positivisticamente", allo studio dei problemi sociali del tempo.
Nel 2012 l'UNESCO ha celebrato il centenario della sua morte, ricordando Prus come un importante autore della Letteratura mondiale oltreché di quella polacca.

## Biografia

### Dall'infanzia al Liceo
Nacque a Hrubieszów, città oggi situata nel Voivodato di Lublino, posta sul confine con la Ucraina, nella Polonia orientale, da Antoni e Apolonia Głowacki. Sua madre, nata Apolonia Trembińska, morì quando aveva solo tre anni, nel 1850: il giovane Aleksander visse parte dell'infanzia con la nonna materna Marcjanna a Puławy, sempre nel Voivodato di Lublino, poi con la zia Domicela Olszewska a Lublino. Nel 1856 perse anche il padre.
Nel 1862 il fratello Leon, più vecchio di lui di tredici anni e di professione insegnante, lo portò con sé a Siedlce, nel Voivodato della Masovia, e poi a Kielce, nel Voivodato Swiętokrzyskie. L'anno successivo, appena sedicenne, prese parte alla Rivolta di Gennaio contro l'Impero russo, spinto come molti altri giovani dall'entusiasmo degli insegnanti. Il fratello Leon, convinto proprio dal giovane Aleksander, divenne subito uno dei leader della rivolta, ma durante essa fu colpito per la prima volta da una malattia che lo accompagnò sino alla morte (1907). La rivolta fu domata dallo zar, che ordinò imprigionamenti e deportazioni in Siberia.
Il 1º settembre 1863 il neosedicenne Aleksander aveva preso parte alla rivolta del villaggio Białka, a quattro chilometri da Siedlce, e ne aveva riportato dei danni, soprattutto agli occhi, rovinati dalla polvere da sparo. Per questo, quando fu catturato dai russi, fu portato all'ospedale, ma i medici non lo salvarono da quello che era stato un vero e proprio trauma adolescenziale, poi manifestatosi come agorafobia.
Cinque mesi dopo, nel 1864, fu nuovamente arrestato e imprigionato nel Zamek w Lublinie (Castello di Lublino) e sarebbe stato certamente fucilato se la Corte Militare non avesse accertato l'appartenenza ai Prus, ancora molto influenti in Polonia. Il 7 maggio fu rilasciato a patto che trascorresse il resto della propria adolescenza con lo zio Klemens Olszewski, marito di Domicela, com'era stato stabilito il 30 aprile.

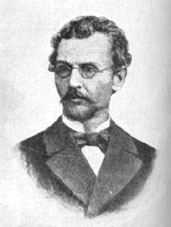

Tornato alla vita quotidiana, Aleksander frequentò il Ginnasio a Lublino, dove ebbe come professore Józef Skłodowski, nonno del Premio Nobel Marie Curie. Diplomatosi il 30 giugno 1866, decise di continuare gli studi a Varsavia, città alla quale ha legato il suo nome.

### Studente e giornalista
Giunto a Varsavia per studiare Matematica e Fisica, iniziò ad avere difficoltà finanziarie nel 1868, così dovette tornare a Puławy nel 1869 per studiare all'Istituto d'Agricoltura locale. A questa cittadina è legato il breve racconto Pleśń świata (La muffa del Mondo), scritto anni dopo, nel 1884. Tornando al 1869, per una discussione avuta con il suo docente di lingua russa fu espulso e così, senza soldi e, apparentemente, speranze, decise di studiare da autodidatta. Suo unico punto di riferimento nello studio fu La Logica del filosofo ed economista britannico John Stuart Mill (all'epoca ancora vivente).
Nel 1872, tornato a Varsavia, Aleksander iniziò la sua fortunata carriera di giornalista e così, come ha più tardi sostenuto, imparò la scienza dello scrivere e a usare i doni dell'intelletto. Scrisse e pubblicò, nello stesso tempo, alcune opere filosofiche di un certo interesse scientifico: Sulla struttura dell'universo e Sulle scoperte e le invenzioni. Lesse e commentò con apprezzati articoli vari filosofi, economisti e studiosi contemporanei tra i quali il già citato Mill, Darwin, Alexander Bain, Herbert Spencer e il meno conosciuto Henry Thomas Buckle. A livello puramente letterario, s'interessò soprattutto al grande H.G. Wells, uno dei maggiori autori di Fantascienza di sempre.
In quanto giornalista, in questi anni visitò diversi luoghi che ne influenzarono l'opera: la miniera di sale di Wieliczka, la città di Nałęczów (Voivodato di Lublino) - nella quale si trova una sua statua - e nel 1887 a Mława poté assistere a un'eclissi solare. Quanto al lavoro, Filosofia, Scienza e Letteratura a parte, teneva soprattutto le pagine della cronaca. Scrisse comunque molto sulle varie discipline scientifiche, Matematica soprattutto, sostenendo, come del resto tutti gli autori positivisti, la loro importanza nella vita sociale e nazionale.
Fu soprattutto il pensiero sociologico di Herbert Spencer a influenzarlo: infatti l'idea che solo il più forte in natura sopravvive è il motivo ricorrente di diversi suoi racconti e romanzi. Aleksander, che aveva iniziato a firmarsi Bolesław Prus, ne parla descrivendolo come l'Aristotele del XIX secolo. Il paragone, comunque, non regge: il grande filosofo greco fu un punto di riferimento culturale sino al Romanticismo, quando i poeti si allontanarono dalla Poetica e il romanzo ottenne il proprio successo: Spencer è ancora oggi una figura essenziale della nostra cultura, ma il suo campo è di gran lunga meno vasto di quello di Aristotele. Fu quindi Spencer, e non Auguste Comte, il suo "filosofo di riferimento".
Con la fama e il sostegno dei letterati suoi contemporanei, Bolesław Prus ottenne finalmente stabilità per le proprie finanze. Così, il 14 gennaio 1875, sposò Oktawia Trembińska, sua lontana cugina - come si faceva tra nobili. Ella fu la sua unica moglie e da lei non ebbe mai figli, così più tardi decise di adottare Emil Trembiński (nato l'11 settembre 1886), un suo nipote, quando questi aveva solo due anni.

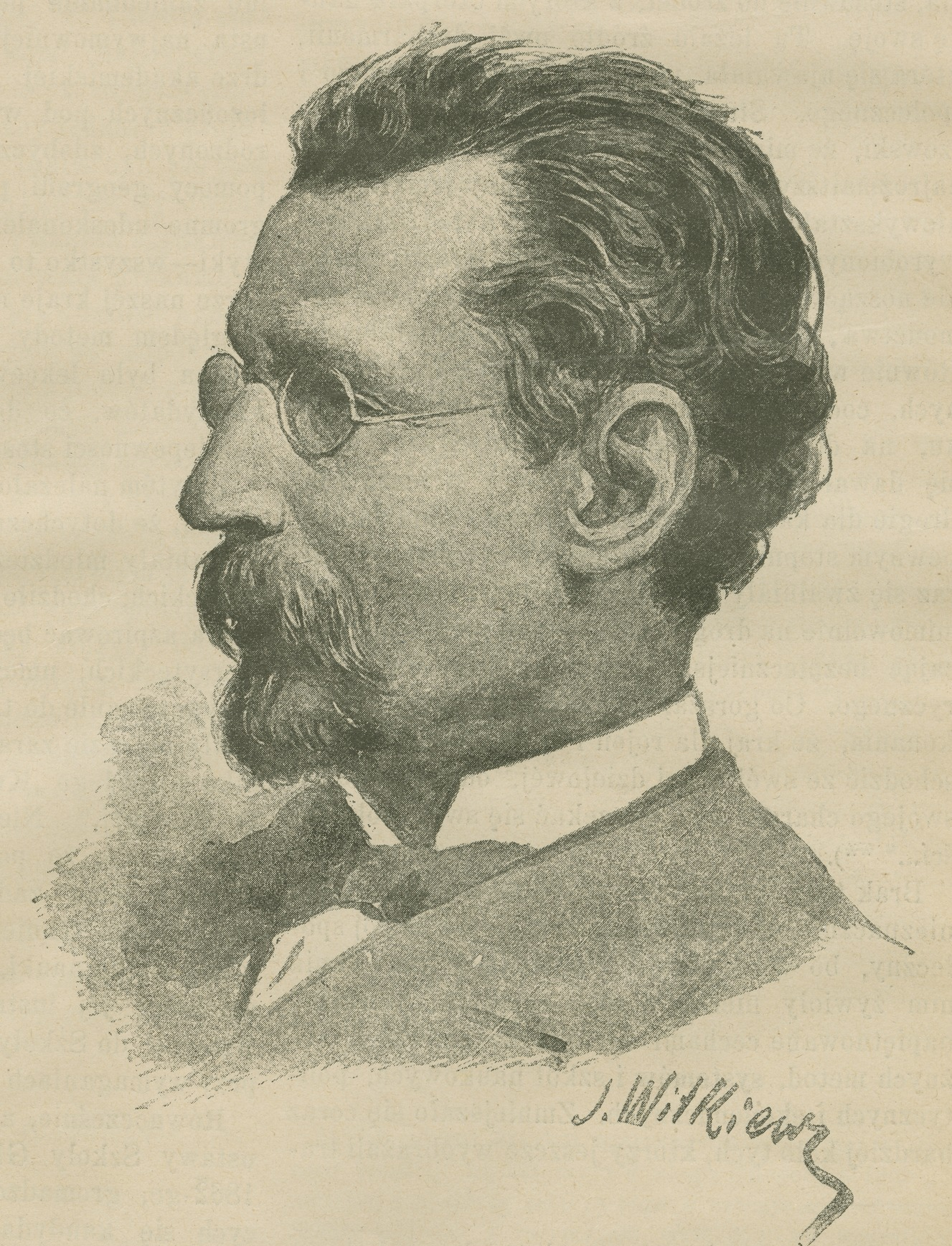

Inizia dunque in questo periodo la sua attività di scrittore, ma inizialmente la sua fama di autore fu limitata a racconti di un certo umorismo. Tuttavia fu questo un periodo di breve durata: infatti, nel 1878 l'Università di Varsavia gli chiese di ritirare un feroce articolo contro il poeta connazionale Wincenty Pol e Prus, rifiutando, venne duramente attaccato e contestato da critici, professori e studenti - uno di questi ultimi, tale Jan Sawicki, arrivò a schiaffeggiarlo nel corso di una conferenza. Questo episodio rimase sempre impresso nella memoria dello scrittore: a Parigi, anni dopo, ricordò di avere avuto un attacco di agorafobia quel giorno e di aver inizialmente pensato di denunciare lo studente.

### La produzione letteraria
Nel 1882 Prus succedette allo scrittore connazionale positivista Aleksander Świętochowski alla guida della rivista filosofica e letteraria Nowiny (Novità), nella quale - raccontò più tardi - faceva soltanto un'osservazione di fatti sociali per dare il proprio contributo all'evoluzione scientifica del proprio Paese. Continuò per il resto della propria vita a lavorare per il Nowiny, scrivendo articoli, racconti e occasionalmente romanzi.
Nello stesso tempo, l'attività letteraria di Prus ebbe un incremento significativo: studiando la concezione delle Arti del filosofo francese Hippolyte Taine, prese maggior coscienza delle proprie capacità e nuovi spunti per altri racconti. Lo scrittore connazionale suo contemporaneo Józef Ignacy Kraszewski osservò nella sua opera l'interesse per diversi autori anglofoni e francesi: per i primi il britannico Dickens e lo statunitense Mark Twain, per i secondi Victor Hugo, Gustave Flaubert, Alphonse Daudet e Émile Zola - tutti "mostri sacri" della Letteratura all'epoca ancora viventi. Tuttavia questi interessi non sono necessariamente dimostrazioni di influenze letterarie vere e proprie: infatti lo stile di Prus è decisamente originale.
Inizialmente concentrò la sua opera su quelle che i britannici chiamano micro-story o micro-fiction, spaziando da esse alla novella, genere che verso la fine del XIX secolo era ancora coltivato da grandi scrittori (si pensi, per esempio, all'italiano Giovanni Verga). Esse erano di fatto trascrizioni di storielle comuni, forse pure poco originali, ma spassose per il sottile senso dell'umorismo di Prus. I personaggi, infatti, non sono eroi, come di solito sono i protagonisti delle opere dei maggiori autori ottocenteschi - e questo dimostrerebbe apparentemente la scarsa influenza romantica. Dagli autori prima citati, Prus prese la consapevolezza dei limiti dell'essere umano, la voglia di superarli con qualunque espediente e, in parte, l'interesse per il Gotico. Comunque, Prus contrastava la poetica dei Romantici, specialmente dei tedeschi Friedrich Schiller e Novalis: infatti, entrambi sostenevano il valore eterno della Poesia, ma Prus se ne distanziava - e così, inevitabilmente, da tutto il Romanticismo - scrivendo che era la Prosa a essere eterna, perché vicina alla gente e non solo a poche persone privilegiate. Per i Romantici tutto era romantik, Prus, negando quest'altro essenziale principio, dimostra di non esser stato un autore post-romantico, bensì un convinto positivista. Il Romanticismo, dunque, verso la fine dell'Ottocento non era più ritenuto moderno.
Scrisse poi - ci si deve rifare a un altro termine inglese - historical fiction. Riguardo ad esse, fu certamente influenzato dal connazionale Premio Nobel per la Letteratura Henryk Sienkiewicz, del quale lesse e apprezzò la Trilogia. Nel 1888 Prus scrisse un racconto intitolato Una leggenda dell'Antico Egitto (Z legend dawnego Egiptu), il suo ultimo importante racconto prima dei due grandi romanzi, La bambola e Il Faraone. Il racconto fu essenziale per preparare il terreno sul quale, sette anni dopo, sorse il celebre romanzo storico nel 1895.

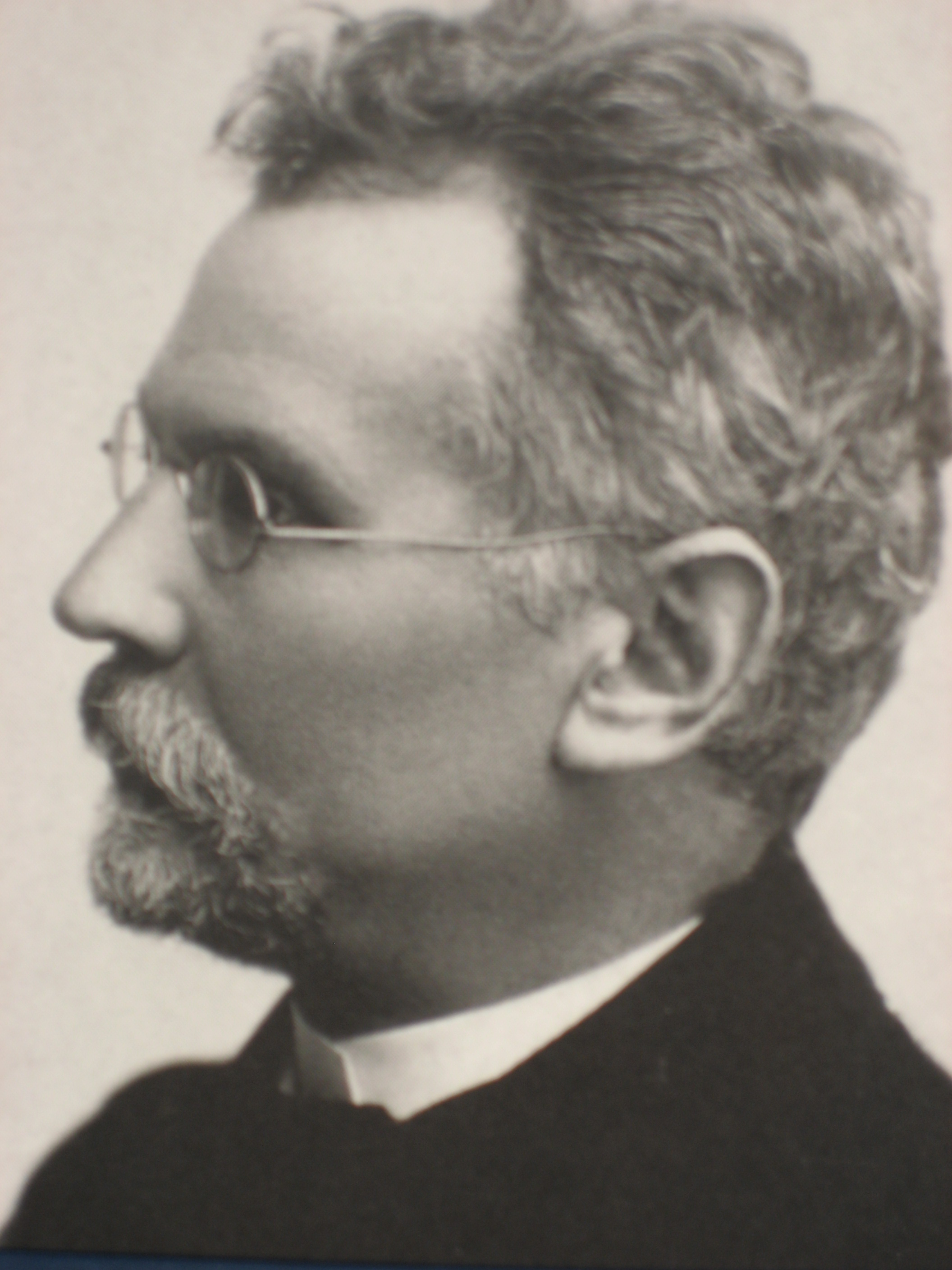

I suoi romanzi più celebri sono La bambola e Il Faraone: oltre a essi, si ricordano L'avamposto (Placówka), scritto durante un soggiorno a Nałęczów, dove tornò frequentemente in questi anni, e La nuova donna (Emancypantki), scritto nel 1893 - opera influenzata dall'ideologia femminista e dalla figura della romantica Mary Shelley. La bambola (Lalka) fu scritta pochi anni prima di quest'ultima, precisamente nel 1889: i protagonisti sono un tale Wokulski, un mercante molto brillante, e Ignacy Rzecki, un commesso con tanti ricordi dell'avventura napoleonica, che affronta i tumulti del suo tempo (la Rivolta di Gennaio e la Guerra turco-russa). Lalka è stato elogiato per la superba descrizione della realtà sociale di Varsavia del periodo. Romanzo forse di morale socialista, risente molto dell'influenza del pensiero di Herbert Spencer e della sua citazione, ricorrente, sopravvive il più forte. Alcuni hanno rispecchiato in questi due personaggi Prus stesso e l'amico filosofo, psicologo e scrittore Julian Ochorowicz.

### Il Faraone
Il Faraone è forse il romanzo più importante di tutta l'opera di Prus: in esso, infatti, Prus tratta forse il tema che gli stava più a cuore, cioè la lotta per il potere nella società contemporanea.
Inizialmente pubblicato a puntate su una rivista letteraria chiamata Tygodnik Ilustrowany (Settimana Illustrata), tra il 1894 e il 1895, è certamente l'ultimo significativo contributo di Prus alla Letteratura europea. Secondo il connazionale poeta e saggista novecentesco Czesław Miłosz, Il Faraone è un romanzo sui meccanismi del potere politico e, probabilmente, unico nella World Literature; di certo è un romanzo estremamente originale che ha trovato la propria realizzazione nell'Antico Egitto, cultura che allora come oggi esercitava un notevole fascino. In essa Prus si riscopre autore di cronaca: i molti episodi narrati, infatti, come ne La bambola, sono d'importanza storica e non domestica, come invece sono nella maggior parte dei suoi racconti. Certo, nel romanzo compaiono anacronismi e anatopismi, ma non si tratta di altro se non sottili dettagli: va detto poi che Prus, rispetto a molti scrittori contemporanei, aveva di gran lunga meno accesso a fonti sicure e attendibili. Il protagonista è il principe Ramses XIII: la sua vita è segnata da sentimenti ed episodi contrastanti, seduzione, subordinazione, diffamazione, intimidazione e anche assassinio. Nella versione inglese di Christopher Kasparek - intitolata Pharaoh - i critici hanno osservato due cose: la società esattamente descritta da Herbert Spencer nei suoi trattati riprodotta nell'antichità e un episodio ante litteram: il faraone ricorda incredibilmente la figura del Presidente John F. Kennedy. Romanzo preferito di Stalin e molto popolare in Russia prima e in Unione Sovietica poi, il regista Sergej Ėjzenštejn ne trasse spunto per la seconda parte del film Ivan il Terribile. Nel 1966 il regista Jerzy Kawalerowicz presentò al Festival di Cannes la trasposizione cinematografica del romanzo: il film è stato nominato per l'Oscar al miglior film straniero.

### Gli ultimi anni
Dopo un lungo viaggio in Germania e in Svizzera, dove tentò di farsi curare l'agorafobia, Prus diminuì la sua dedizione alla scrittura e cominciò a trascorrere più tempo con gli amici, soprattutto con lo scrittore connazionale Stefan Żeromski, sua moglie Oktawia e Julian Ochorowicz. Alloggiò, inoltre, in questi anni a Parigi, sulla Rive gauche, in occasione della traduzione in lingua francese de La bambola. Tornato in Polonia dalla Francia, visse a Nałęczów e si dedicò allo studio più approfondito del Socialismo.

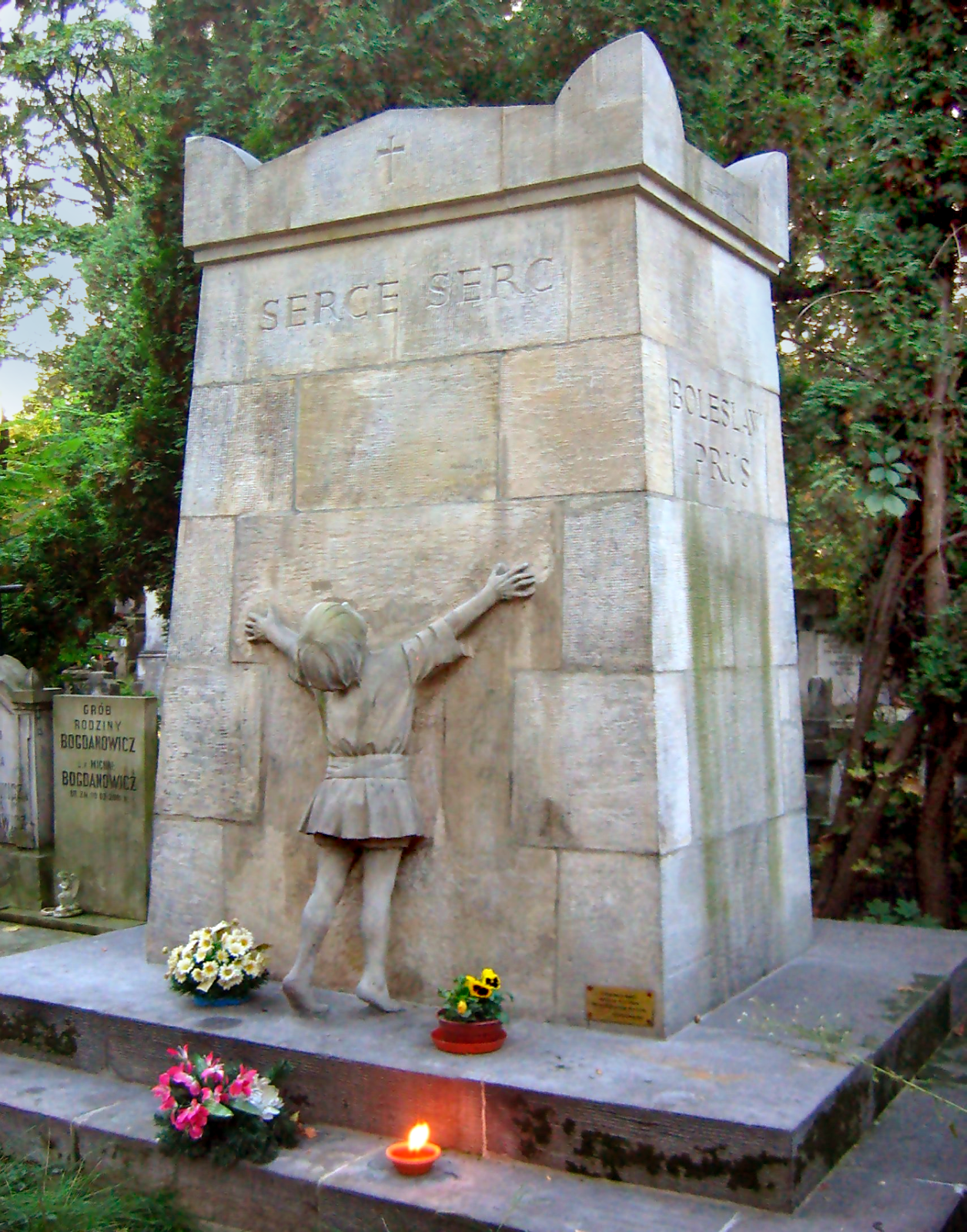

Nel 1897, in occasione della visita a Varsavia dello zar Nicola II - l'ultimo sovrano di Russia -, fu tra coloro che lo accolsero per dargli il benvenuto. Questo dimostra come Prus evitasse di rimanere troppo a lungo da una parte (nel 1863 aveva infatti preso parte alla Rivolta di Gennaio) conservando tuttavia la sua obiettività, almeno nell'attività giornalistica. Nel 1905, nel corso della Guerra russo-giapponese, unì la propria illustre voce a quella dei tanti connazionale che chiedevano autonomia, Costituzione e riforme, scrivendo un articolo del 20 dicembre sul quotidiano Młodość (Gioventù) intitolato Oda do młodości (Ode alla gioventù) - titolo ripreso dal connazionale poeta romantico Adam Mickiewicz, anch'egli impegnato per la libertà nazionale. In questo caso fu coerente anche nella vita, non solo nell'opera.
Nel corso del 1908 fu pubblicato a puntate sul giornale Tygodnik Ilustrowany il suo romanzo Dzieci (Bambini), opera rivoluzionaria, quasi un'incitazione al terrorismo e all'anarchia. Il romanzo sembra rispecchiare lo spirito bellico dei giovani all'inizio del Novecento, che troverà sfogo nella sanguinosa Grande Guerra, scoppiata per altre cause, e, successivamente, per colpa di questa, nel secondo conflitto mondiale. Tre anni dopo fu pubblicato il suo ultimo romanzo, Przemiany (Cambiamenti).
Il 19 maggio 1912 Prus si spense a Varsavia nel suo appartamento di via Wilcza 12. Il funerale fu celebrato nella Chiesa di Sant'Alessandro e attualmente Prus riposa nel Cimitero Powązki di Varsavia, dove sono sepolti altri illustri polacchi come Julian Tuwim, Władysław Reymont e il Presidente Stanisław Wojciechowski. La sua tomba è stata scolpita dallo scultore Stanisław Jackowski e ricorda vagamente quella di un altro grande autore, il britannico Percy Bysshe Shelley.

## Pensiero

### Influenze e interessi

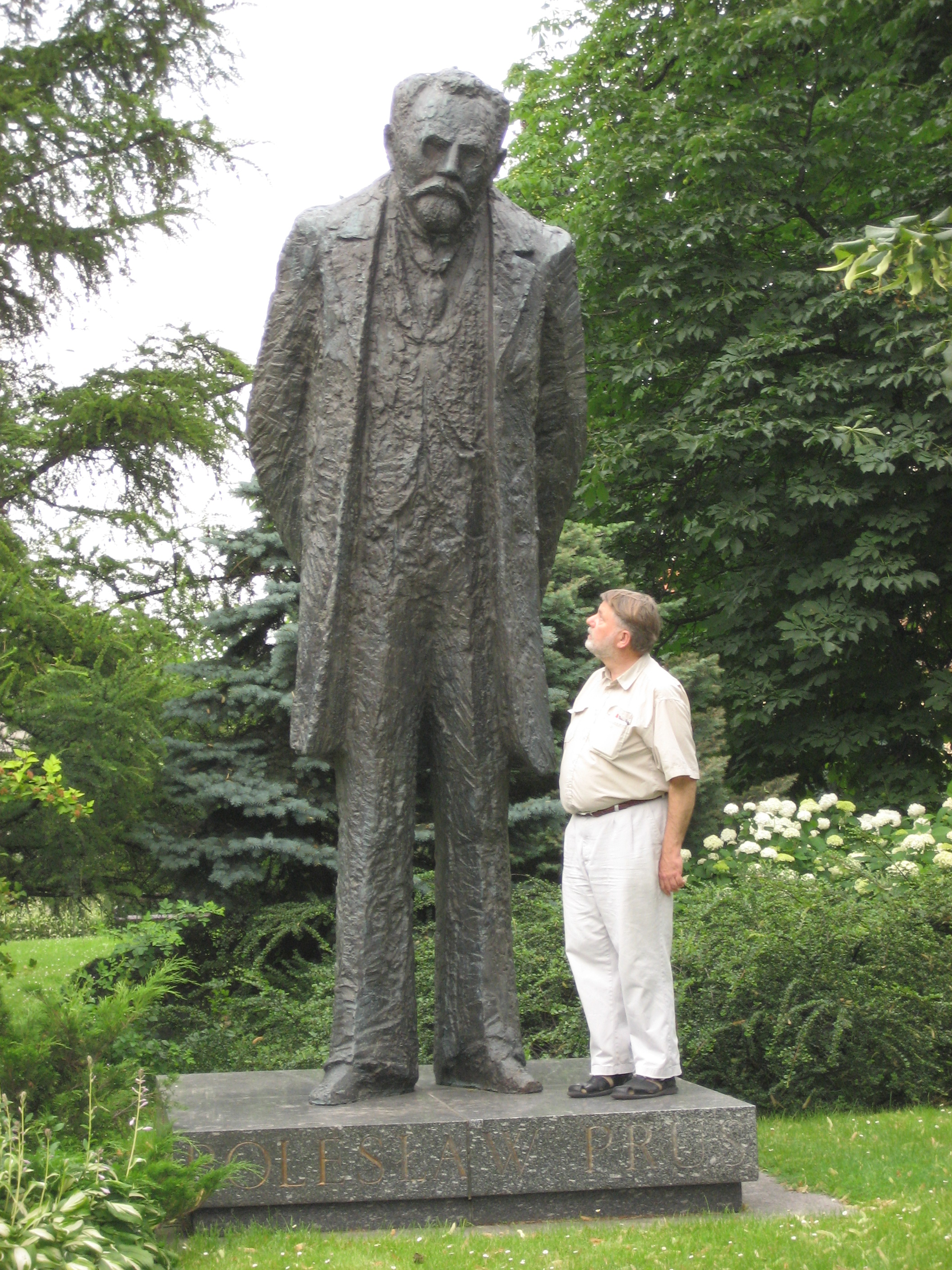

Nel contesto del Positivismo polacco Prus ha un ruolo essenziale: nessun altro autore connazionale appartenente a questo movimento - Julian Ochorowicz, Maria Konopnicka, Adam Asnyk, Gabriela Zapolska nemmeno il Premio Nobel Henryk Sienkiewicz, Michał Bałucki e Stefan Żeromski - ha raggiunto la sua fama e, forse, il suo livello. Eppure i suoi studi furono piuttosto disordinati e concentrati soprattutto nel campo della Matematica. Per Auguste Comte e per gli autori positivisti in generale, tuttavia, erano proprio le Scienze il fondamento del mondo e della Letteratura.
Furono filosofi ed economisti a lui contemporanei a formarne il pensiero: soprattutto John Stuart Mill, autore de La Logica, Herbert Spencer e Charles Darwin. Dei tre, Spencer è quello che però amava di più. Lesse inoltre gli autori in Prosa romantici principali: Victor Hugo e Charles Dickens. Apprezzò, però, anche altri grandi scrittori francesi: Flaubert, Zola e Alphonse Daudet - tutti esponenti del Realismo. Un posto a parte spetta al filosofo Hippolyte Taine e allo statunitense Mark Twain.
Esaltava il valore della Prosa, preferendola alla Poesia, e per questo condannò le opere dei romantici Schiller e Novalis. Per questo ebbe una polemica con il poeta connazionale Wincenty Pol, che lo portò all'infelice esperienza che fu alla base della sua agorafobia.

### Il racconto breve
Prus fu un precursore del racconto breve (short story in Inglese) e della micro-fiction, ma nella Letteratura non mancano esempi di autori contemporanei o precedenti che si cimentarono in questo genere. Bisogna ricordare il russo Vsevolod Michajlovič Garšin - l'autore de Il Fiore Rosso -, che scrisse solo racconti e fu il primo autore est-europeo a scrivere una pazza-storia, gli autori di novelle come Giovanni Verga e, molto prima di lui, Boccaccio. Autori che si sono cimentati in questo genere nel Novecento ne troviamo parecchi, illustri e non: Luigi Pirandello, Grazia Deledda, Jorge Luis Borges, Italo Calvino, Dino Buzzati, Antonio Tabucchi e altri.
Lo scrittore russo Anton Čechov si cimentò, oltre che nel racconto breve, anche nella micro-fiction: Prus è stato spesso paragonato a Čechov.

### Prus su altri autori e sulla Letteratura

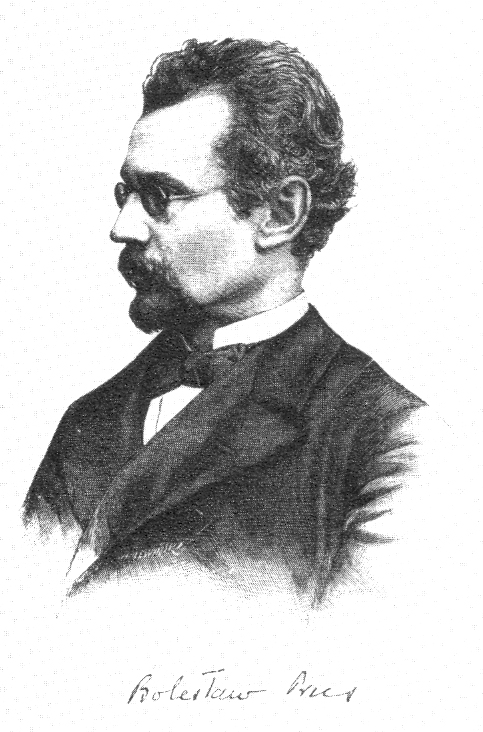
Prus, 1890

Prus aveva letto trattati filosofici (soprattutto quelli di Herbert Spencer) e romanzi che oggi fanno parte dei capolavori della Letteratura. Non amava molto la Poesia e aveva condannato diversi poeti, noti e non, come Schiller, Novalis e Wincenty Pol, anche piuttosto duramente: questo ha ostacolato la diffusione della sua opera in Patria e in Europa.
Quanto alla Prosa, riteneva le opere di Charles Dickens, Mark Twain e Zygmunt Krasiński belle e spesso commoventi, ma comunque vecchie, non più moderne e al passo con i tempi. Neanche Victor Hugo era per lui adatto per i nuovi tempi annunciati da Auguste Comte. Invece Flaubert, Zola e Daudet - tutti a lui cronologicamente più vicini - erano preferibili proprio perché nuovi. Non sappiamo se abbia letto o no autori italiani.
Prus era convinto che tutto fosse Letteratura proprio come Novalis che tutto fosse Poesia e romantik, per questo spaziò in diversi ambiti: dalla Scienza al Giornalismo. La Storia stessa sarebbe fatta apposta per trarne spunti per racconti e romanzi, come nel caso de Il Faraone: in proposito, la concezione della Storia di Prus ricorda molto quella dei romantici. Tuttavia si allontana da essa in quanto Prus riteneva che fosse il potere il protagonista indiscusso della Storia, come delle persone - vive il più forte, citazione ricorrente nella sua opera.

### Interesse per l'esoterico e l'occulto
Prus divenne un appassionato di ipnotismo, telepatia e di parapsicologia in generale dopo aver assistito ad alcune conferenze sull'argomento tenute dall'amico Julian Ochorowicz, che oltre ad essere scrittore era anche un noto psicologo. Ochorowicz, come il contemporaneo William James, era attratto da questi fenomeni e partendo da essi sviluppò un certo interesse per l'Esoterismo, che forse lo portò a iscriversi alla Massoneria. Il suo interesse per questi fenomeni coinvolse Prus, che però quasi sicuramente non era legato alla Massoneria: infatti il suo interesse si limitava al campo scientifico e rifiutava gran parte dei principi che ne sono alla base.
Sappiamo comunque che, assieme all'amico Ochorowicz - e forse più tardi anche con Stefan Żeromski -, prese parte a delle sedute spiritiche, alcune delle quali della medium italiana Eusapia Palladino.

### Il successo deIl Faraone
Julian Ochorowicz ebbe diversi interessi in comune con Prus e, oltre alla parapsicologia e all'Esoterismo, va ricordato quello per l'Antico Egitto. Il risultato dei loro studi e delle loro ricerche è stato il materiale che costituisce la base e lo sfondo del romanzo Il Faraone, l'opera più nota di Prus fuori dalla Polonia. L'opera, secondo il connazionale Premio Nobel per la Letteratura Czesław Miłosz, è unica nella World Literature, nonostante anacronismi e anatopismi. Miłosz ha inoltre detto che Il Faraone è soprattutto un romanzo sui meccanismi del potere politico e questa citazione spiega in parte il suo grande successo internazionale.
Stalin, il celebre dittatore, amava molto Il Faraone per il motivo sopra citato: infatti non aveva grandi interessi per la Storia. In Unione Sovietica, probabilmente, l'opera è stata accolta con più interesse che nel resto d'Europa, dato che i critici ritenevano Prus un compagno. In realtà, anche se sembra incredibile, Prus rimase indifferente all'opera di quelli che oggi ricordiamo come i maggiori filosofi dell'Ottocento - cioè Marx, Hegel, Nietzsche e Schopenhauer -: per lui il più grande, l'Aristotele del XIX secolo era Spencer. Inoltre, bisogna ricordare che il celebre regista sovietico Sergej Ėjzenštejn trasse da Il Faraone spunto nella realizzazione della sua celebre opera: Ivan il Terribile, Parte II - La congiura dei boiardi.
Nel 1966, cavalcando l'onda del successo, il regista polacco Jerzy Kawalerowicz presentò al 19º Festival di Cannes la trasposizione cinematografica de Il Faraone.

## Elenco delle opere

### Romanzi
- Dusze w niewoli (1876-1877)
- Sława (1885-non terminato)
- L'avamposto (1885-1886)
- La bambola (1887-1889)
- La nuova donna (1890-1893)
- Il Faraone (1894-1895)
- Bambini (1907-1908)
- Cambiamenti (1911-1912)

### Racconti disponibili su en.wikisource
Altri sono disponibili su pl.wikisource
- Fading Voices (1883)
- Mold of the Earth (1884)
- The Living Telegraph (1884)
- Shades (1885)
- A Legend of Old Egypt (1888)
- The Most General Life Ideals (ed. 1905)